# Terra Vnesa
Terra Vnesa Kowalyk (Toronto, ...) è un'attrice canadese.

## Filmografia

### Film
- Wrong Turn 4 - La montagna dei folli - Jenna
- Your Beautiful Cul de Sac Home - Alyssa (2007)
- 5ive Girls - Cecilia (2006)
- Hurt - Stevie (2003)

### Serie Televisive
- The Listener - Blaire Donleavy (2012)
- Bloodletting & Miraculous Cures - Sienna (2010)
- The Best Years - Jessie (2008)
- Degrassi: The Next Generation - Trina (2008 - 2009)
- 11 Cameras - Honey (2006)
- Il ritorno dei dinosauri - Girlfriend (2004)
- Hai paura del buio? - Julie Hart (2000)
- Animorphs - Melissa Chapman (1998 - 1999)
- Real Kids, Real Adventures - Shawna (1998)
- Piccoli brividi - Hannah Stoneman (1997)